# IC 876
IC 876 ist eine Balken-Spiralgalaxie vom Hubble-Typ SB im Sternbild Jungfrau auf der Ekliptik. Sie ist schätzungsweise 271 Millionen Lichtjahre von der Milchstraße entfernt und hat einen Durchmesser von etwa 65.000 Lichtjahren. Sie bildet gemeinsam mit IC 871 und IC 873 das gravitativ gebundene Galaxientrio KTG 46.
Das Objekt wurde am 5. Juni 1893 vom französischen Astronomen Stéphane Javelle entdeckt.